# Gendarmerie nationale malienne
La gendarmerie nationale malienne est une force militaire de sécurité publique au Mali. Ses missions sont similaires à celles de la Gendarmerie nationale française. Mise sur pied le 17 septembre 1960, elle comprenait, en 2010, 4 646 gendarmes, sous-officiers et officiers.

## Histoire

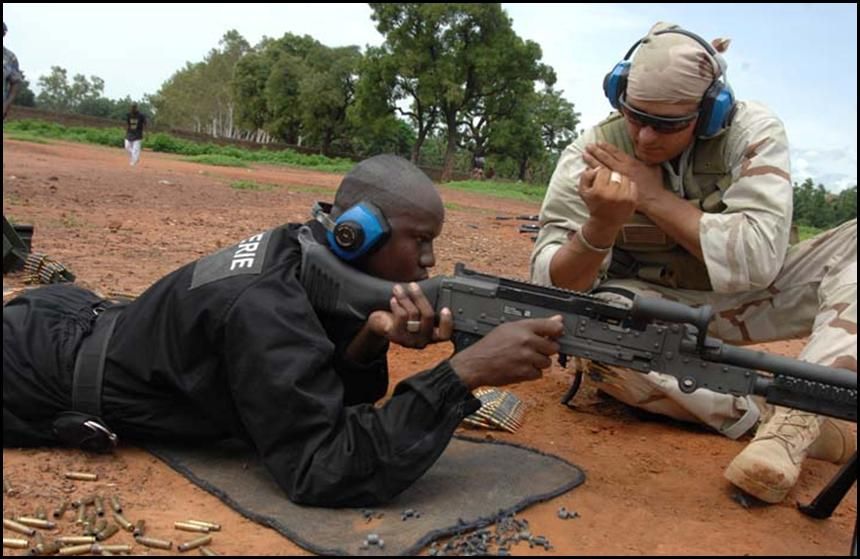
Un gendarme malien à l'entrainement en 2007.

Créée le 17 septembre 1960 à partir d'une organisation commencée en juillet 1960, la gendarmerie avait un effectif de 540 militaires dans les années 1960. La gendarmerie a connu plusieurs changements de structures. Le dernier, en 1999, a vu la transformation de son état-major en direction générale.
À l’instar de ses sœurs africaines, la Gendarmerie Nationale du Mali est née des cendres de la Gendarmerie coloniale.
À l’accession de la Fédération du Mali à l’indépendance en 1959, il existait une Gendarmerie fédérale qui devient après l’éclatement de la Fédération en 1960, la Gendarmerie Nationale du Mali.
Au départ de l’encadrement français, le Lieutenant Balla Koné fut nommé le 1er septembre 1960 Chef de corps de la Gendarmerie Nationale du Mali.

## Missions

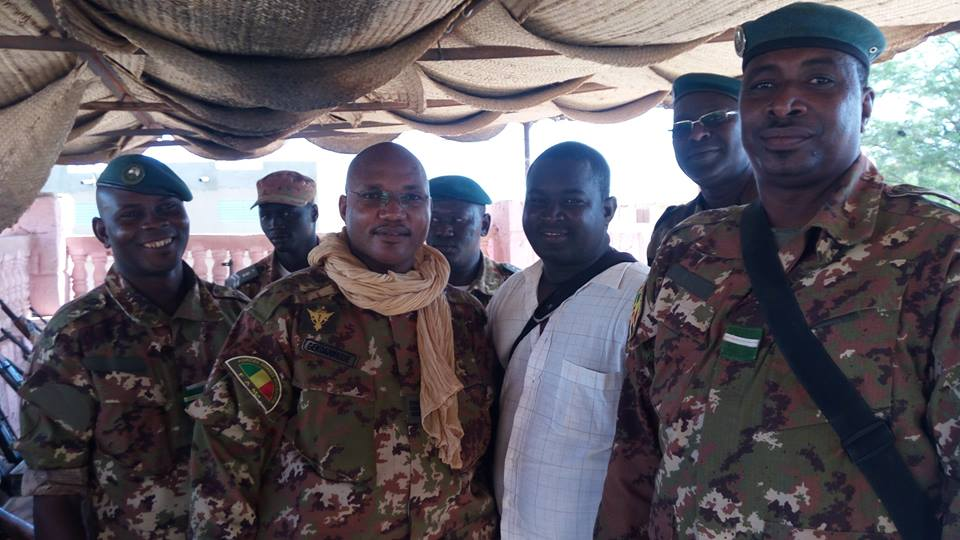
Des gendarmes maliens déployés au Nord-Mali dans le cadre de la lutte contre les groupes armés terroristes.

Elle a à la fois un rôle judiciaire et administratif, un rôle de participation à la défense nationale et de police militaire (prévôté) et peut enfin être mise à disposition des tribunaux. Alors que la police malienne a la responsabilité des villes, la gendarmerie a la responsabilité des zones peu peuplées.

## Organisation
La gendarmerie est organiquement une des quatre composantes des forces armées du Mali. Les gendarmes peuvent être, « pour emploi », placés sous la responsabilité de trois ministères, celui de la Défense dont dépendent directement les forces affectées à la prévôté et à la défense opérationnelle du territoire, celui de la Sécurité duquel relèvent les brigades territoriales et enfin celui de la Justice.